# Karimabad (Iran)
Karimabad – wieś w Iranie, w ostanie Azerbejdżan Zachodni, w szahrestanie Takab. W 2006 roku liczyła 82 mieszkańców.